# ألكسندر شولز
ألكسندر شولز (بالإسبانية: Alexander Scholz)‏ (مواليد 24 أكتوبر 1992) هو لاعب كرة قدم دنماركي يلعب مع نادي الوكرة في دوري نجوم قطر كمدافع.

## روابط خارجية
- ألكسندر شولز على موقع الاتحاد الأوربي (الإنجليزية)
- ألكسندر شولز على موقع رابطة كرة القدم اليابانية للمحترفين (اليابانية)
- ألكسندر شولز على موقع إي إس بي إن إف سي (الإنجليزية)
- ألكسندر شولز على موقع قاعدة بيانات كرة القدم.إي يو (الإنجليزية)
- ألكسندر شولز على موقع Soccerbase.com (لاعب) (الإنجليزية)
- ألكسندر شولز على موقع Soccerway.com (الإنجليزية)
- ألكسندر شولز على موقع عالم كرة القدم.نت (الإنجليزية)